# Peperomia triplinervis
Peperomia triplinervis är en pepparväxtart som beskrevs av Luis Aloysius, Luigi Sodiro. Peperomia triplinervis ingår i släktet peperomior, och familjen pepparväxter. Inga underarter finns listade i Catalogue of Life.